# 全スーパーロボット大戦 電視大百科
『全スーパーロボット大戦 電視大百科』（ぜんスーパーロボットたいせん でんしだいひゃっか）は、バンプレストから発売されたデータベースソフト。SDで表現されたロボットたちが競演するクロスオーバー作品「スーパーロボット大戦シリーズ」第1作目の『スーパーロボット大戦』から当時最新作の『スーパーロボット大戦F完結編』までの情報を扱っている。

## 収録作品
- スーパーロボット大戦
- 第2次スーパーロボット大戦
- 第2次スーパーロボット大戦G
- 第3次スーパーロボット大戦
- スーパーロボット大戦EX
- 第4次スーパーロボット大戦
- 第4次スーパーロボット大戦S
- スーパーロボット大戦F
- スーパーロボット大戦F完結編

## 収録内容
収録されている情報はスーパーロボット大戦における設定を反映しているため、原作アニメの設定とは異なる。
HISTORY OF S.R.W.
スーパーロボット大戦の歴史を各作品ごとに解説している。
ROBOT & CHARACTER DATABASE
スーパーロボット大戦シリーズに登場したロボットとキャラクターの情報が閲覧できる。
KEYWORD OF S.R.W.
スーパーロボット大戦シリーズに登場した用語の解説が閲覧できる。
APPENDIX
補足資料。
IMAGE DRAWNINGs
オリジナルキャラクターのリアル画やパッケージイラストが閲覧できる。
COLOR ILLUSTRATIONs
ユニットのSDイラストが閲覧できる。
OFFICIAL ILLUSTRATIONs
オリジナルキャラクターの設定画や没になった準備稿が閲覧できる。
CHARACTER GOODS
スーパーロボット大戦の関連商品の紹介。
MOVIEs
テレビCMおよび『スーパーロボット大戦F完結編』のPVを収録。
EXAM.
スーパーロボット大戦に関する知識を問うクイズ。

## パッケージ登場機体
- ゴーショーグン（戦国魔神ゴーショーグン）
- ダンクーガ（超獣機神ダンクーガ）
- エヴァンゲリオン初号機（新世紀エヴァンゲリオン）
- イデオン（伝説巨神イデオン）
- ガンダム（機動戦士ガンダム）
- ダンバイン（聖戦士ダンバイン）
- マジンガーZ（マジンガーZ）
- ゲッタードラゴン（ゲッターロボG）
- ガンバスター（トップをねらえ!）
- コン・バトラーV（超電磁ロボ コン・バトラーV）
- ダイモス（闘将ダイモス）
- ライディーン（勇者ライディーン）
- サイバスター（魔装機神 THE LORD OF ELEMENTAL）
- グルンガスト（バンプレストオリジナル）

パッケージイラストは従来のような描き下ろしではなく、過去のSDイラストを使用している。また上記機体以外に、バンプレストオリジナルキャラクターのアーウィン・ドースティンとパトリシア・ハックマンのイラストも使われている。

## プロモーション

### テレビCM
替え歌バージョン
ゲーム画面に乗せて、CMソング「出撃!スーパーロボット大戦」の替え歌が流れる。
神谷教官バージョン
教官役の神谷明がスーパーロボットの新人パイロット（千葉れみ）にコーチするというもの。神谷は過去にスーパーロボットアニメの主人公を多数演じており、ここではスーパーロボットのベテランパイロットという設定になっている。このCMは『全スーパーロボット大戦 電視大百科』、プレイステーション版の『スーパーロボット大戦F』と『スーパーロボット大戦F完結編』と内容が続いている。

### プレゼントキャンペーン
本作は、直後に発売されたプレイステーション版の『スーパーロボット大戦F』『スーパーロボット大戦F完結編』とともに、復刻版超合金マジンガーZのプレゼントキャンペーン「メガトンキャンペーン」の対象商品である。